# 圖布人
圖布人（Toubou，古圖布语則稱Tubu，意思是“岩石人”  ）是起源于提贝斯提山脉的一个民族，居住在乍得北部、利比亚南部、尼日尔东北部和苏丹西北部的撒哈拉中部地区。他们以牧民和游牧者的身份生活，或者靠农业生活。他们的社会以氏族为基础，每个氏族都持有一定的绿洲、水井和牧场。 
图布人分为两个密切相关的群体：特达人（或泰达、图达、托达、蒂拉）和达扎人（或达扎加、达扎加达、达扎加拉）。据信他们有共同的起源并讲特布语，该语言属于尼罗-撒哈拉语系撒哈拉语支。 特布语进一步分为两种密切相关的方言，称为泰达加语（Tedaga）和达萨加语（Dazaga or Gouran）。在这两个族群中，位于泰达河以南的达萨族人数较多。 